# Bennett Mnguni
Thabo Bennett Mnguni (Pretória, 18 de março de 1974) é um ex-futebolista profissional sul-africano, que atuava como meio-campo.

## Carreira
Mnguni representou o elenco da Seleção Sul-Africana de Futebol na Copa do Mundo de 2002 e no Campeonato Africano das Nações de 2002 e 2004.